# Bruno Brusco
Bruno Brusco (Verona, 14 agosto 1910 – Cheren, 18 marzo 1941) è stato un militare italiano, insignito della medaglia d'oro al valor militare alla memoria nel corso della seconda guerra mondiale.

## Biografia
Nacque a Verona nel 1910, figlio di Angelo e di Ismea Erculiana. Dispensato dal prestare servizio militare di leva nel Regio Esercito, il 5 gennaio 1936 si arruolava volontario nella Milizia Volontaria Sicurezza Nazionale inquadrato nel IV Battaglione CC.NN. (Camicie Nere) complementi, e il 30 dello stesso mese si imbarcava a Napoli per l'Africa orientale. Dopo aver partecipato alle operazioni belliche nella guerra d'Etiopia nello Scioa fu collocato in congedo nell'aprile dello stesso anno per ragioni di lavoro stabilendosi all'Asmara, in Eritrea. Richiamato in servizio attivo all'atto dell'entrata in guerra del Regno d'Italia, avvenuta il 10 giugno 1940, frequentò il corso allievi ufficiali di complemento da cui uscì con il grado di sottotenente di fanteria, assegnato al corpo degli alpini il 16 novembre dello stesso anno. Destinato inizialmente al Comando delle Truppe dello Scioa, nel mese di dicembre fu trasferito battaglione alpini "Uork Amba", assegnato come terzo battaglione al 10º Reggimento "Granatieri di Savoia".
Nel febbraio 1941 il battaglione alpini "Uork Amba" viene mandato a difendere la strategica piazza di Cheren attaccata dalla 4ª Divisione anglo-indiana. Sul Monte Dologorodoc, chiave di volta della difesa di Cheren, il reparto oppose una durissima resistenza, anche se sottoposto ad intenso bombardamento d'artiglieria.  Piccoli contingenti del battaglione mantennero per ore la posizione contrastando le superiori forze anglo-indiane, e alla fine di 1.000 uomini ne sopravvissero solo 133. Egli cadde in combattimento il 18 marzo 1941, nel corso della battaglia di Cheren, e fu insignito della medaglia d'oro al valor militare alla memoria. A Cison di Valmarino (Treviso) in una stele del "Bosco delle penne mozze " è racchiuso un pugno di terra sacra raccolta nel cimitero di Cheren,  calvario e tomba del battaglione alpini "Uork Amba".

### Annotazioni
1. ↑  Secondo Ministero della Difesa il 17 marzo.
2. ↑  Il corpo del sottotenente Bruno Brusco fu recuperato nel maggio 1941 identificato dal maglione fatto dalla moglie Ida, in cui venne ritrovato il teschio di Bruno riconoscibile dalla dentatura e perché nella tasca interna dell'indumento si trovarono le foto della moglie Ida e delle figlie Mimma e Alberta.

### Fonti
1. ↑  Combattenti Liberazione.
2. ↑  Ministero della Difesa
3. 1 2 3  Gruppo Medaglie d'Oro al Valor Militare 1965, p. 605.
4. 1 2 3 4 5 6 7 8  Bianchi, Cattaneo 2011, p. 307.
5. ↑   Medaglia d'oro al valor militare Brusco, Bruno, su quirinale.it, Quirinale. URL consultato l'11 luglio 2021.